# Шарлотта Крістіна Брауншвейг-Вольфенбюттельська
Шарлотта Крістіна Брауншвейг-Вольфенбюттельська (нім. Charlotte Christine of Brunswick-Lunebur; 2 липня 1694, Вольфенбюттель — 22 жовтня 1715, Санкт-Петербург) —, дружина царевича Олексія Петровича, мати імператора Петра II, тітка імператриці Марії-Терезії і королеви Пруссії Єлизавети Крістіни, дружини Фрідріха ІІ.
Народилася в сім'ї  герцога Людвіга Рудольфа Брауншвейг-Вольфенбюттельського з династії Вельфів і його дружини Крістіни Луїзи.